# Célia Perron
Pour les articles homonymes, voir Perron.
Célia Perron (née le 18 avril 1997 à Ploemeur) est une athlète française, spécialiste des épreuves combinées. 

## Biographie
Celia Perron commence l'heptathlon à l'âge de 12 ans. Après un DUT à l'Université Toulouse-III-Paul-Sabatier, elle intègre l'École nationale supérieure des ingénieurs en arts chimiques et technologiques en 2019 en alternance.
Elle remporte le concours de pentathlon des championnats de France en salle 2021. Possédant la 13e meilleure performance européenne pour les qualifications aux Championnats d'Europe en salle — où seules les 12 premières sont sélectionnées —, elle profite de la défection d'une autre athlète pour intégrer le délégation française. Là, elle commence son pentathlon avec 8 s 57 au 60 m haies avec de réaliser 1,71 m au saut en hauteur puis 11,73 m au lancer du poids. À mi épreuve, elle est dernière avec 2 512 points.
Elle travaille au sein des Laboratoires pharmaceutiques Pierre Fabre. En 2022, elle signe un partenariat avec le Castres olympique, club de rugby évoluant en Top 14, dont le propriétaire est également le groupe Pierre Fabre. Le CO soutien Célia Perron dans sa préparation physique grâce à ses installations au Levezou et son staff professionnel.

## Palmarès international
| Date | Compétition                    | Lieu  | Résultat | Épreuve    | Marque    |
| ---- | ------------------------------ | ----- | -------- | ---------- | --------- |
| 2021 | Championnats d'Europe en salle | Toruń | 8e       | Pentathlon | 4 310 pts |

## Palmarès national
| Date | Compétition                     | Lieu    | Résultat | Épreuve    | Résultats |
| ---- | ------------------------------- | ------- | -------- | ---------- | --------- |
| 2020 | Championnats de France          | Albi    | 2e       | Heptathlon | 5 421 pts |
| 2021 | Championnats de France en salle | Miramas | 1re      | Pentathlon | 4 434 pts |
| 2023 | Championnats de France en salle | Aubière | 2e       | Pentathlon | 4 341 pts |
| 2024 | Championnats de France en salle | Miramas | 2e       | Pentathlon | 4 423 pts |
| 2025 | Championnats de France en salle | Miramas | 1re      | Pentathlon | 4 471 pts |